# Maillères
Maillères é uma comuna francesa na região administrativa da Nova Aquitânia, no departamento Landes. Estende-se por uma área de 14,67 km². Em 2010 a comuna tinha 242 habitantes (densidade: 16,5 hab./km²).